# (6563) Steinheim
(6563) Steinheim (1991 XZ5) – planetoida z pasa głównego asteroid okrążająca Słońce w ciągu 3,48 lat w średniej odległości 2,3 j.a. Odkryta 11 grudnia 1991 roku.